# Saint-Christophe-du-Luat

Saint-Christophe-du-Luat este o comună în departamentul Mayenne, Franța. În 2009 avea o populație de 767 de locuitori.